# Ambassade de Chine au Népal
L'ambassade de Chine au Népal (chinois simplifié : 中国驻尼泊尔大使馆 ; pinyin : zhōngguó zhù níbóěr dàshǐguǎn) est la représentation diplomatique de la république populaire de Chine auprès de la république démocratique fédérale du Népal. Elle est située à Katmandou, la capitale du pays, et son ambassadrice est Hou Yanqi (侯艳琪).

## Ambassade
L'ambassade est située dans le quartier résidentiel de Baluwatar (en), à Katmandou.

## Ambassadeurs de Chine au Népal
| De    | A    | Ambassadeur        |
| ----- | ---- | ------------------ |
| 2018- | 2018 | Hou Yanqi (侯艳琪) |